# Kuwait i olympiska sommarspelen 1984
Kuwait deltog i de olympiska sommarspelen 1984 med en trupp bestående av 23 deltagare, men ingen av landets deltagare erövrade någon medalj.

## Fäktning
Herrarnas florett
- Khaled Al-Awadhi
- Ahmed Al-Ahmed
- Kifah Al-Mutawa

Herrarnas florett, lag
- Ahmed Al-Ahmed, Khaled Al-Awadhi, Kifah Al-Mutawa, Mohamed Ghaloum

Herrarnas värja
- Mohamed Al-Thuwani
- Kazem Hasan
- Osama Al-Khurafi

Herrarnas värja, lag
- Osama Al-Khurafi, Abdul Nasser Al-Sayegh, Ali Hasan, Kazem Hasan, Mohamed Al-Thuwani

## Simhopp
Herrarnas 3 m
- Abdulla Abuqrais
  - Kval — 312,24 (→ gick inte vidare, 29:e plats)

- Majed Altaqi
  - Kval — 299,16 (→ gick inte vidare, 30:e plats)